# Galumnopsis pulchella
Galumnopsis pulchella är en kvalsterart som först beskrevs av Aoki och Hu 1993.  Galumnopsis pulchella ingår i släktet Galumnopsis och familjen Galumnellidae. Inga underarter finns listade i Catalogue of Life.